# Botanophila nupera
Botanophila nupera är en tvåvingeart som beskrevs av Ackland 1967. Botanophila nupera ingår i släktet Botanophila och familjen blomsterflugor.
Artens utbredningsområde är Nepal. Inga underarter finns listade i Catalogue of Life.